# Смерть фоя
«Смерть фоя» (англ. Death of a Foy) — науково-фантастичне оповідання-фіґхут американського письменника  Айзека Азімова, опубліковане у жовтні 1980 року в журналі The Magazine of Fantasy & Science Fiction. Оповідання ввійшло до збірки «Вітри перемін та інші історії» (1983).

## Сюжет
Розповідь про умовляння істоти інопланетної раси «фой» заповісти після смерті свої 5 сердець для медичних досліджень.
Азімов використовує слова відомої пісні «Give My Regards to Broadway», для каламбура в останньому реченні оповідання:
|  | Give my big hearts to Maude, Dwayne. Dismember me for Harold's choir. Tell all the Foys on Sortibackenstrete that I will soon be there. |